# Копаоник (горы)
Копаоник (алб. Kopaoniku; серб. Копаоник) — горный хребет в Центральной Сербии и Косове.
Горы расположены в округе Рашка и Расинском округе. Длина массива — 83 км, ширина — 63 км. Высшая точка — Пик Панчича (Панчичев-Врх, 2017 м). Копаоник сложен кристаллическими сланцами, гранитами и серпентинитами.
Площадь массива — около 2700 км², в центральной части Копаоника 118 км² занимает территория одноимённого национального парка, образованного в 1981 году.
Среднегодовая температура — +3,7 °C, что ниже, чем в среднем по Сербии. Около 200 дней в году являются солнечными, но количество осадков превышает 1000 мм в год. Снег лежит примерно 160 дней в году, с конца ноября до мая. В горах произрастает несколько эндемичных растений — Sempervivum kopaonicense, Cardamine Pancicii и Viola kopaonicensis. До высоты 1500—1600 м склоны покрыты лесами из дуба, бука, сосны и ели, выше расположены луга, летом используемые в качестве пастбищ.
Из фауны типичными видами являются сапсан (Falco peregrinus), беркут (Aquila chrysaetos), филин (Bubo bubo), лесная кошка (Felis silvestris) и косуля (Capreolus capreolus).
В горах Копаоника расположено большое количество термальных источников (36—78 °C). На территории национального парка расположен высочайший водопад Сербии Еловарник (71 м).
Зимой Копаоник используется как горнолыжный курорт.